# Leptomeria pauciflora
Leptomeria pauciflora är en tvåhjärtbladig växtart som beskrevs av Robert Brown. Leptomeria pauciflora ingår i släktet Leptomeria och familjen Amphorogynaceae. Inga underarter finns listade i Catalogue of Life.